# Labisia ovalifolia
Labisia ovalifolia är en viveväxtart som beskrevs av Ridley. Labisia ovalifolia ingår i släktet Labisia och familjen viveväxter. Inga underarter finns listade i Catalogue of Life.